# HAMLET
HAMLET (de Human Alfa-lactalbumina Made LEthal to Thumor cells) é um complexo entre alfa-lactoalbumina e ácido oleico que demonstrou ser eficaz na indução de apoptose em células tumorais. HAMLET é um potencial agente quimioterápico.

## História
Catharina Svanborg, imunologista da Universidade de Lund, e seu aluno Anders Håkansson começaram a experimentar em 1992 com leite humano, micróbios e células em pesquisas de rotina. Por acaso, eles observaram como as células cancerosas isoladas diminuíam em contato com o leite. Eles formaram uma equipe de estudantes de tese para investigar a descoberta e procurar o mecanismo e o componente que a causa.
Em 1995, Håkansson encontrou um composto isolado em uma fração do leite humano que induzia o que parecia ser a apoptose em carcinoma de pulmão humano, bactérias pneumocócicas e outros patógenos, deixando as células saudáveis inalteradas. Foi a cura perfeita nesse caso. O vice-presidente da American Cancer Society viajou para a Suécia e concedeu-lhes uma bolsa para continuar pesquisando o câncer. A empresa HAMLET Pharma foi criada para explorar o composto.
O componente ativo responsável pela atividade tumoricida, um complexo de alfa-lactoalbumina e ácido oleico, foi encontrado em 2000.

## Composição
A alfa-lactoalbumina humana endógena serve como cofator na síntese da lactose, mas não possui propriedades tumoricidas. A alfa-lactoalbumina deve ser parcialmente implantada para permitir a liberação do íon cálcio e sua substituição por uma molécula de ácido oleico. A conformação parcialmente dobrada é essencial para a citotoxicidade de HAMLET. O ácido oleico é necessário para estabilizar esta molécula no estado parcialmente desdobrado. Nos últimos anos, a estrutura, função e aplicações clínicas do HAMLET estão sob investigação.

## Mecanismo de ação
HAMLET executa ataques em muitas organelas celulares diferentes, incluindo mitocôndrias, proteassomas e histonas, e interfere em processos celulares como a macroautofagia. HAMLET demonstrou se ligar à superfície celular e invadir rapidamente as células, e as células tumorais absorvem muito mais proteínas do que as células saudáveis e diferenciadas.
Um dos alvos mais proeminentes de HAMLET, uma vez dentro da célula, são as mitocôndrias. A microscopia eletrônica revelou danos físicos às membranas mitocondriais. Outro alvo do HAMLET é o proteassoma. 26S são ativados em resposta a grandes quantidades de proteína HAMLET implantadas no citoplasma, mas a degradação de HAMLET pelo proteassoma é extraordinariamente lenta. No entanto, a inibição do proteassoma por si só não parece ser responsável pela morte celular induzida por HAMLET, uma vez que os inibidores de proteassoma demonstraram reduzir a citotoxicidade de HAMLET. O HAMLET também tem como alvo o núcleo, onde interage com as histonas para interferir nos processos de transcrição.
As células HAMLET mostraram as características fisiológicas da macroautofagia, um processo no qual os componentes celulares são sequestrados em vesículas de membrana dupla que se fundem com lisossomos para degradação. HAMLET e células sob condições de privação de aminoácidos (um iniciador da macroautofagia) mostraram padrões de expressão semelhantes de proteínas autofagocitóticas e responderam igualmente bem à adição de inibidores da macroautofagia.

## Pesquisa

### Adjuvante antibiótico
Embora HAMLET sozinho não seja ativo contra a maioria das bactérias, quando está presente junto com antibióticos, HAMLET pode ajudar. Especificamente, HAMLET pode fazer com que as bactérias MRSA sejam sensíveis à meticilina, vancomicina, gentamicina e eritromicina .

### Tumores
Pesquisas estão em andamento para determinar se isso poderia ser um possível tratamento para o câncer. Modelos animais de glioblastoma têm sido estudados com sucesso. O primeiro teste humano da terapia foi em crescimentos benignos da pele (verrugas) e mostrou resultados positivos sem efeitos colaterais.
Está sendo estudado em carcinomas de pulmão, garganta, rim, cólon, bexiga, próstata e ovários, bem como em melanomas, glioblastomas e leucemias. Um estudo de câncer de bexiga em um modelo animal descobriu que ele causou a eliminação de células cancerígenas TUNEL -positivas na urina, sem efeitos colaterais adversos em células saudáveis.

## Audiovisuais
A BBC apresenta Howard Cohen como um físico-teórico americano com câncer de próstata diagnosticado em 1999 que decidiu iniciar uma dieta com ingestão de leite materno após ler trabalhos sobre HAMLET. Anders Håkansson mencionou que, por se tratar de um complexo proteico, a maior parte é digerida no estômago, e não se sabe quanto do composto pode atingir um tumor. Cohen apareceu em vários telejornais dos EUA e em 2020 participou do programa (Un)Well da Netflix sobre leite humano. O programa aborda as várias práticas de consumo de leite humano em adultos, incluindo compras online não regulamentadas e seu uso por fisiculturistas por supostos benefícios não comprovados.
A HAMLET Pharma também fez vários audiovisuais como 'This is HAMLET' .